# Friedrich August (Nassau-Usingen)

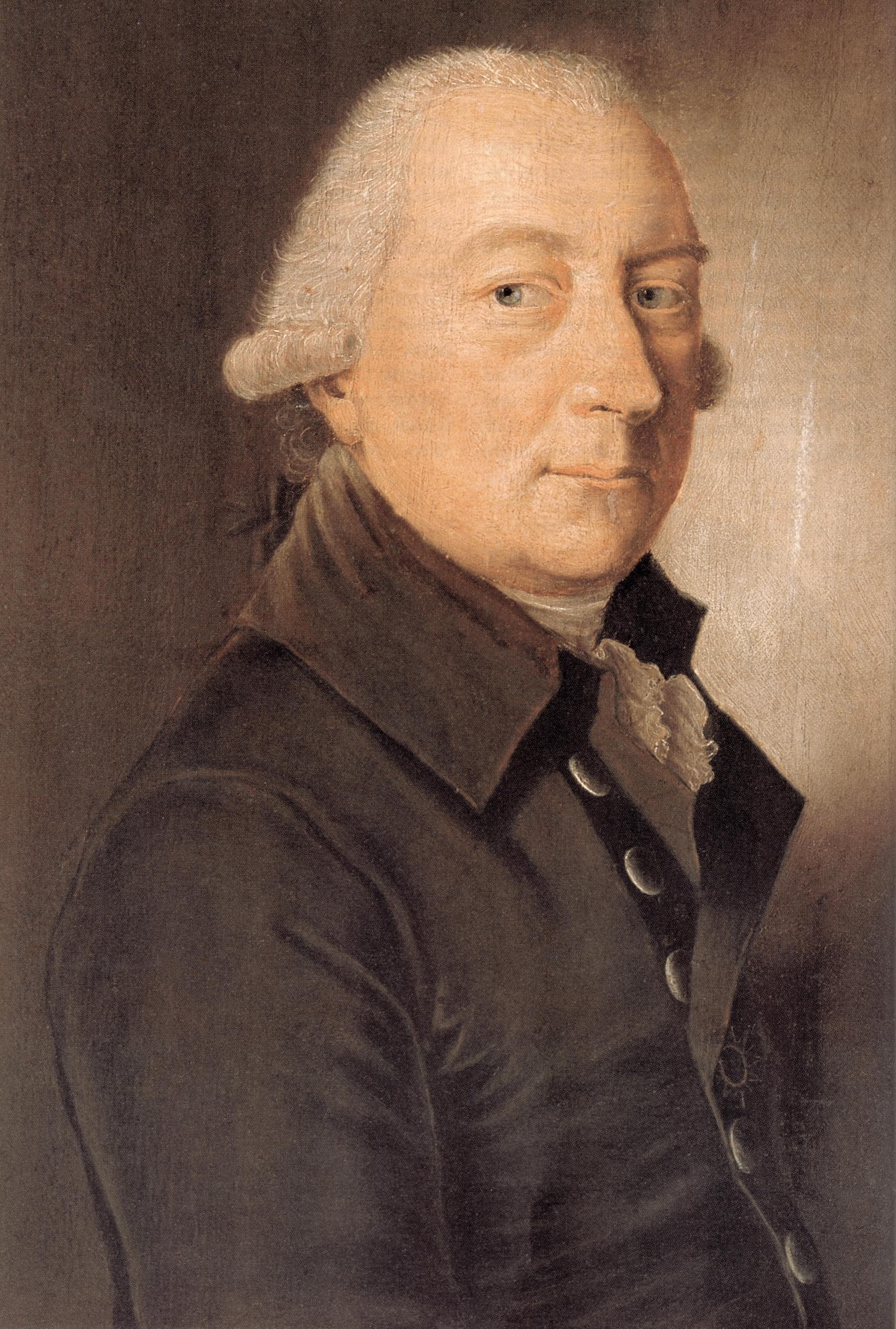
Friedrich August von Nassau-Usingen

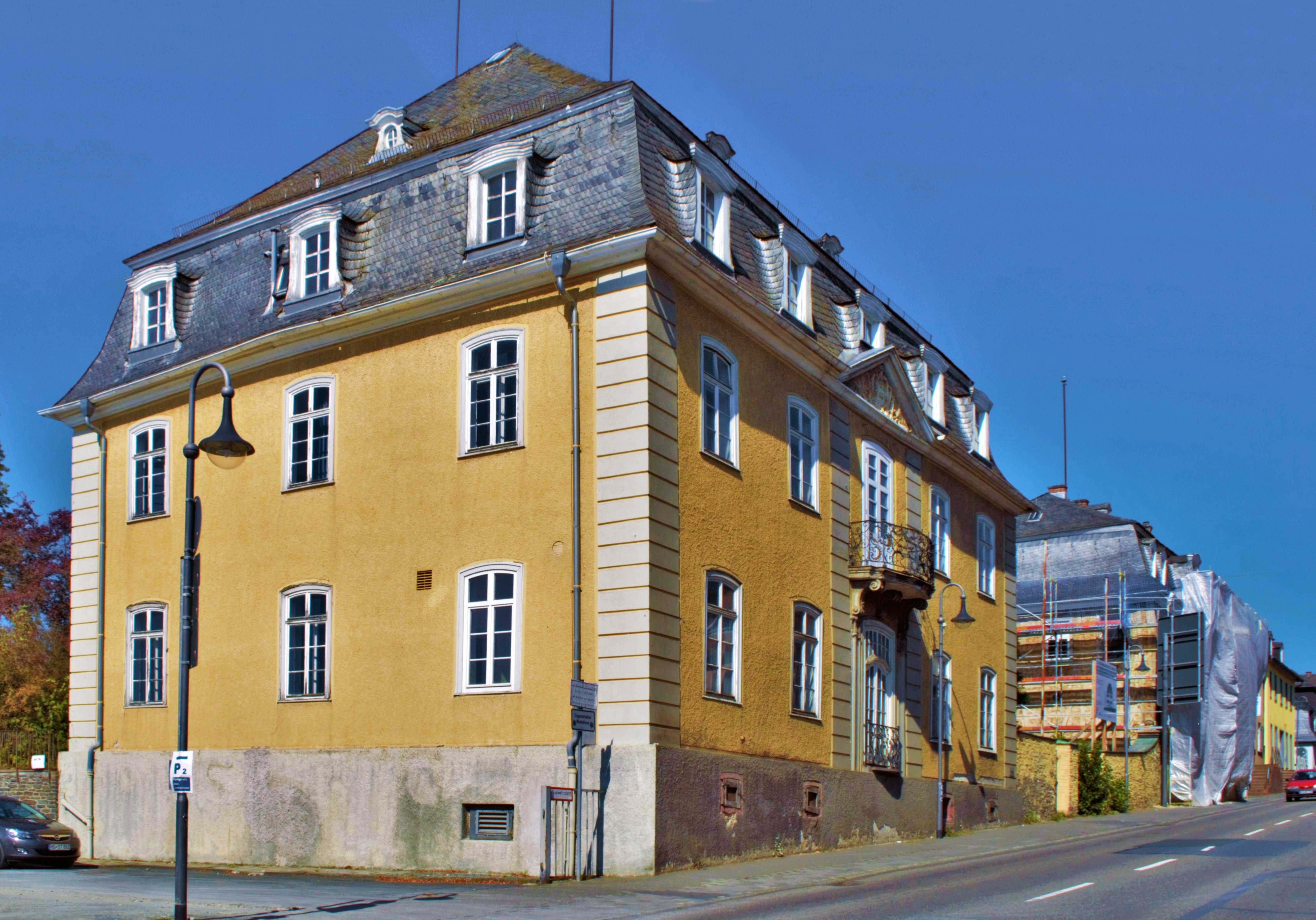
Das Prinzenpalais in Usingen

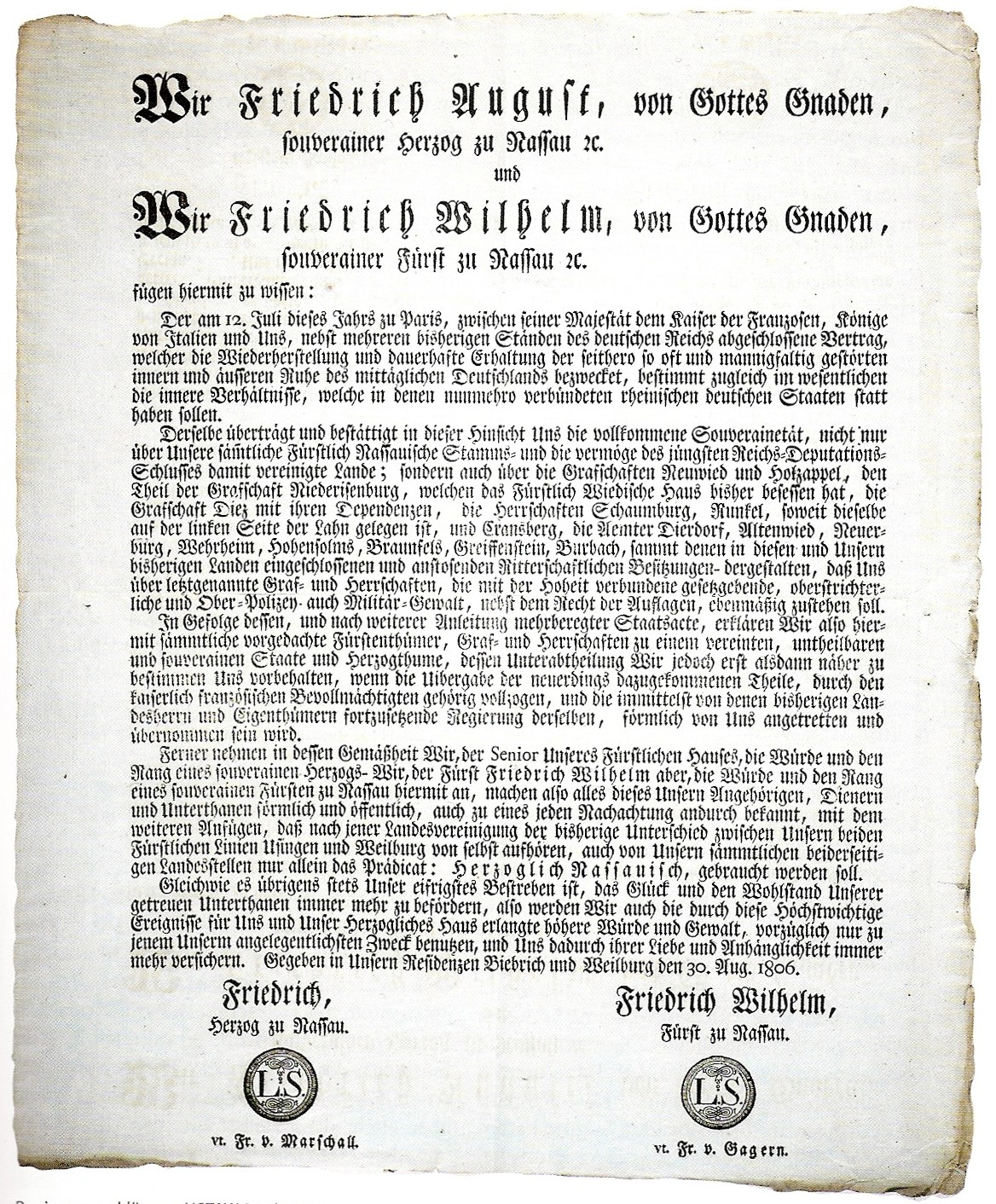
Gründungsurkunde des Herzogtums Nassau 1806

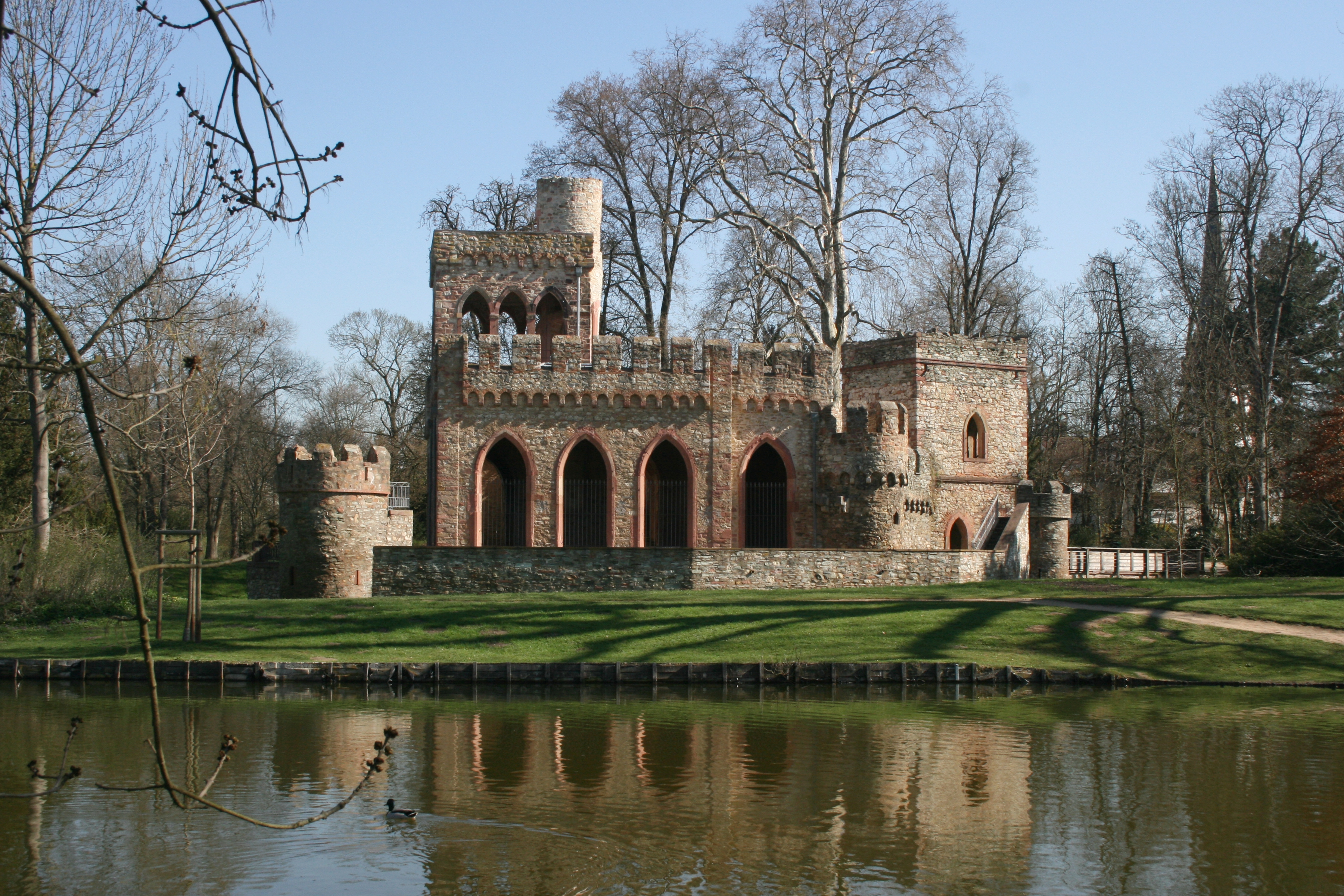
Die Mosburg im Biebricher Schlosspark

Friedrich August von Nassau-Usingen (* 23. April 1738 in Usingen; † 24. März 1816 in Biebrich) war ab 1803 Fürst und ab 1806 bis zu seinem Tod erster Herzog von Nassau. Er war der letzte männliche Spross seiner Linie Nassau-Usingen.

## Leben
Friedrich August kam als jüngerer Sohn von Fürst Karl von Nassau-Usingen (1712–1775) und Christiane Wilhelmine von Sachsen-Eisenach (1711–1740) in Usingen zur Welt. Ab 1744 lebte die fürstliche Familie in Schloss Biebrich bei Wiesbaden. Im Jahr 1768 ließ sich Prinz Friedrich August das Prinzenpalais in Usingen errichten, das er bis 1803 bewohnte. Er durchlief eine militärische Karriere im kaiserlichen Heer und wurde 1790 zum Feldmarschall befördert, nachdem er sich im Siebenjährigen Krieg (1756–63) auf der Seite Österreichs gegen Preußen ausgezeichnet hatte. Im Jahr 1760 geriet er im Gefecht bei Oschatz in preußische Gefangenschaft.
Nach dem Tod seines älteren Bruders Karl Wilhelm (1735–1803), der ohne männlichen Erben geblieben war, erbte er die Grafschaft Nassau-Usingen und wurde Fürst. Nach dem Ende des Alten Reiches gelang es ihm, die Annexion seines Territoriums durch Napoleon zu verhindern, indem er 1806 dem Rheinbund beitrat. Er regierte das nun erheblich ausgedehnte Herrschaftsgebiet gemeinsam mit seinem Vetter Friedrich Wilhelm von Nassau-Weilburg, da zu diesem Zeitpunkt klar war, dass auch er ohne männliche Erben bleiben und Friedrich Wilhelm die Herzogswürde erben würde. Nach Napoleons sich abzeichnender Niederlage konnte er durch einen rechtzeitigen Seitenwechsel die Souveränität seines Landes auch in den Deutschen Bund hinüberretten. Nassauische Truppen nahmen am 18. Juni 1815 unter dem Oberbefehl von Arthur Wellesley, 1. Duke of Wellington, an der Schlacht bei Waterloo gegen Napoleon teil. Zum Gedenken an dieses Ereignis wurde 50 Jahre nach der Schlacht auf dem Luisenplatz in Wiesbaden ein Ehrenmal errichtet.
Friedrich August war ein aufgeklärter und liberaler Herrscher, der durch Reformen wie die Beseitigung von Steuerprivilegien des Adels, die Einführung der Pressefreiheit und einer Verfassung einen modernen Staat begründete.
Seine Hofhaltung am Biebricher Schloss wurde von Besuchern wegen ihrer Gastlichkeit und Heiterkeit gerühmt. Im Schlosspark ließ er die Mosburg errichten, in die er sich gerne zurückzog. Zwei Tage vor seinem Tod, am 22. März 1816, genehmigte Friedrich August noch die Gründung der Wiesbadener Casino-Gesellschaft.

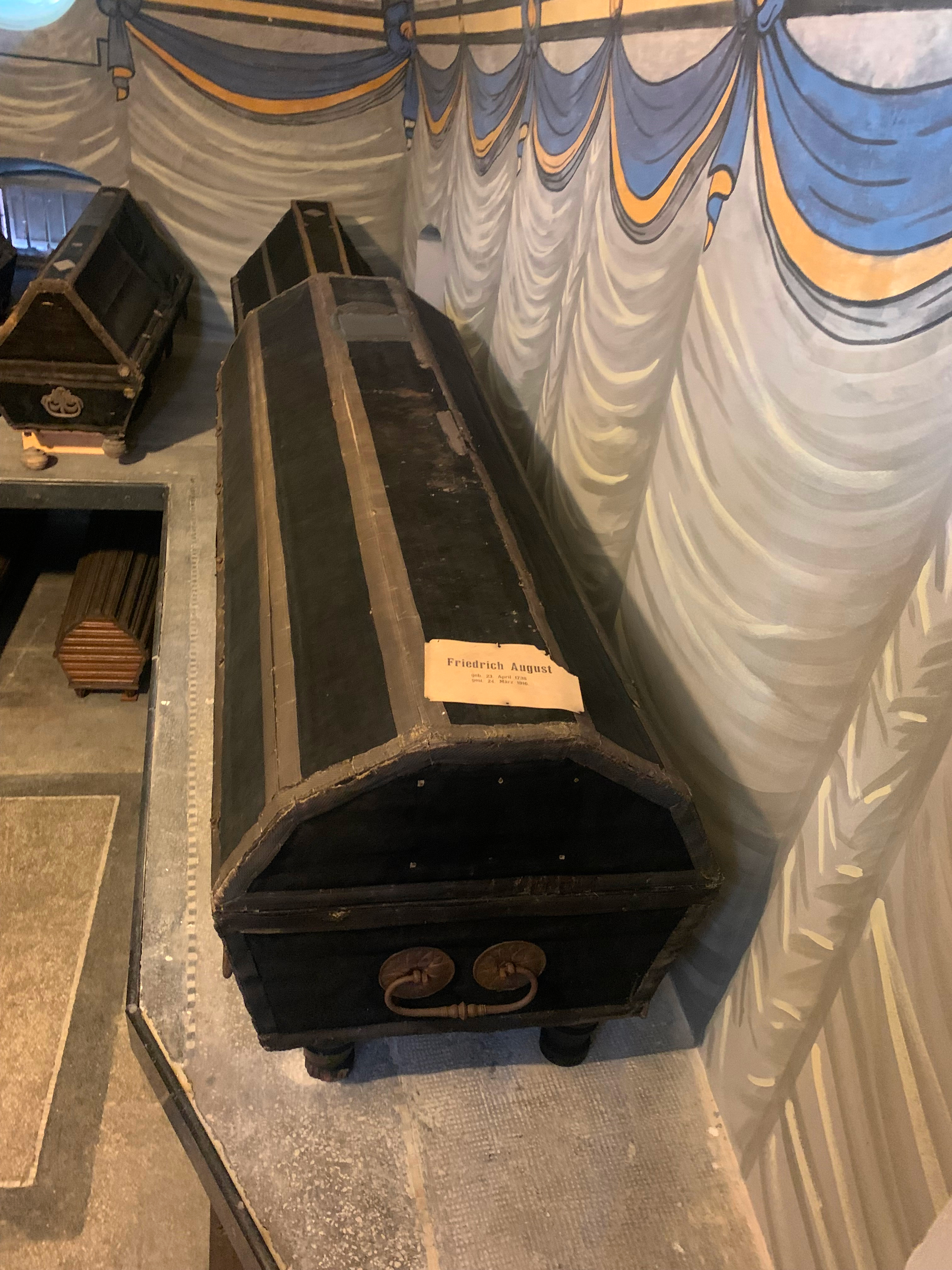
Sarg von Friedrich August in der Familiengruft

Er blieb ohne männlichen Erben; die Grafschaft Nassau-Usingen fiel nach seinem Tod an seinen Neffen Wilhelm aus dem Hause Nassau-Weilburg, nachdem dessen Vater Friedrich Wilhelm kurz zuvor am 16. Januar 1816 bei einem Unfall in Schloss Weilburg ums Leben gekommen war. Er ist in der Familiengruft in der Usinger Laurentiuskirche bestattet.

## Nachkommen
Friedrich August heiratete am 9. Juni 1775 Luise von Waldeck (* 29. Januar 1751 in Arolsen; † 17. November 1816 in Frankfurt am Main), Tochter von Fürst Karl August Friedrich von Waldeck. Das Paar hatte 7 Kinder, von denen die 5 Töchter die Kindheit überlebten, die beiden Söhne nicht.
- Christiane Luise (* 16. August 1776 in Biebrich; † 19. Februar 1829 in Karlsruhe); ⚭ 29. November 1791 Markgraf Friedrich von Baden (* 29. August 1756; † 28. Mai 1817), Sohn von Großherzog Karl Friedrich von Baden
- Karoline Friederike (* 30. August 1777 in Usingen; † 28. August 1821 in Hochheim am Main); ⚭ 9. Februar 1792 Fürst August Christian von Anhalt-Köthen (* 18. November 1769; † 5. Mai 1812), geschieden 1803
- Augusta (* 30. Dezember 1778 in Usingen; † 16. Juli 1846 in Wildbad); ⚭ (I.) 2. August 1804 Landgraf Ludwig von Hessen-Homburg (* 29. August 1770; † 19. Januar 1839), geschieden 1805; ⚭ (II.) 7. September 1807 Friedrich Wilhelm von Bismarck (* 28. Juli 1783; † 18. Juni 1860)
- Friedrich Wilhelm (* 30. Juli 1780 in Biebrich; † 18. August 1780 ebenda)
- Louise Marie (* 18. Juni 1782 in Usingen; † 27. Juni 1812 in Biebrich)
- Friederike Victoria (* 21. Februar 1784 in Usingen; † 18. Juli 1822 ebenda)
- Friedrich Karl (* 17. Juni 1787 in Usingen; † 29. September 1787 in Frankfurt am Main)